# Pala de Asolo
El Retablo de Asolo o Pala de Asolo es una pintura al óleo sobre tabla de 175 x 162 cm de Lorenzo Lotto, de 1506 y conservada en la catedral de Asolo. La obra está firmada "Laurent[ius] Lotus / Junio(.) M.D.VI", sobre un papel abajo en el centro.

## Historia
La obra pertenece al final del periodo trevisano del artista. Durante mucho tiempo se conservó en el oratorio de Santa Catalina en Asolo, pero se supone que originalmente fuera pintada para una capilla menor de la catedral asolana, la que oficiaba la hermandad Battuti.
La lectura de la inscripción ha dado origen a alguna incertidumbre en la palabra "Junio" (junio), donde algunos leyeron en cambio "Junior" (el joven). 

## Descripción
La tabla presenta la iconografía de la Asunción de la Virgen, con una María estatuaria, representada anciana, que dentro de una mandorla de luz es transportada hacia arriba por cuatro angelitos. La presencia de los dos santos a los lados, Antonio Abad y Luis de Tolosa, captados en visión extática, hace asumir al tema una connotación más de "aparición" que de asunción, dado que los apóstoles, previstos en el episodio evangélico, también están ausentes. El corte de la parte superior de la mandorla de luz y nubes acentúa el movimiento ascendente, un recurso ya utilizado, por ejemplo, por Perugino. 
Los dos santos se conectan a las actividades de los Battuti, que gestionaban un hospital para el cuidado de enfermos e indigentes: de hecho, Antonio era invocado normalmente para la cura de las enfermedades, mientras Luis era señalado como ejemplo de renuncia a los honores mundanos (él era heredero del trono de Francia) por el cuidado de los necesitados. 
Entre las más de veinte especies vegetales representadas en la tabla se observan simbolismos relacionados con el misterio de la Inmaculada Concepción. También se ha planteado la hipótesis de que el rostro de María sea un retrato de Catalina Cornaro, la reina derrocada de Chipre y Jerusalén que por aquellos años mantenía en Asolo una animada corte de artistas y literatos. Si esto es correcto, dado que María es el símbolo por excelencia de la castidad, cabría suponer que ella misma encargó el retablo o alguien que deseaba homenajearla.
Interesante es el paisaje del fondo que probablemente representa Feltre. Más precisamente sobre una subida hacia la izquierda aparecería el santuario de los santos mártires Víctor y Corona con el campanario y la iglesia en medio de un sistema de puentes necesarios para cruzar los arroyos (Sonna, Colmeda , Uniera) al pie de la ciudad. A la derecha, la ciudad amurallada con torreones en la colina coronada por un castillo es Feltre tal y como aparecía hasta 1510, año de su destrucción durante la guerra contra la Liga de Cambrai.

## Estilo
La escena se ambienta en un amplio paisaje que, entre dos árboles que flanquean un camino que baja, se pierde en la lejanía con un horizonte muy bajo, lo que hace parecer a los protagonistas extremadamente monumentales. La paleta es brillante, con un uso de luz incidente, sobre todo sobre María, que crea fondos profundos y nítidos.